# Битва при Мингольсхайме
Битва при Мингольсхайме (нем. Schlacht bei Mingolsheim) — сражение Тридцатилетней войны, произошедшее 27 апреля 1622 года, возле деревни Мингольсхайм, в 15 милях к югу от Гейдельберга, между протестантской армией Петера Эрнста графа Мансфельда и католической армией Иоанна Церкласа Тилли.

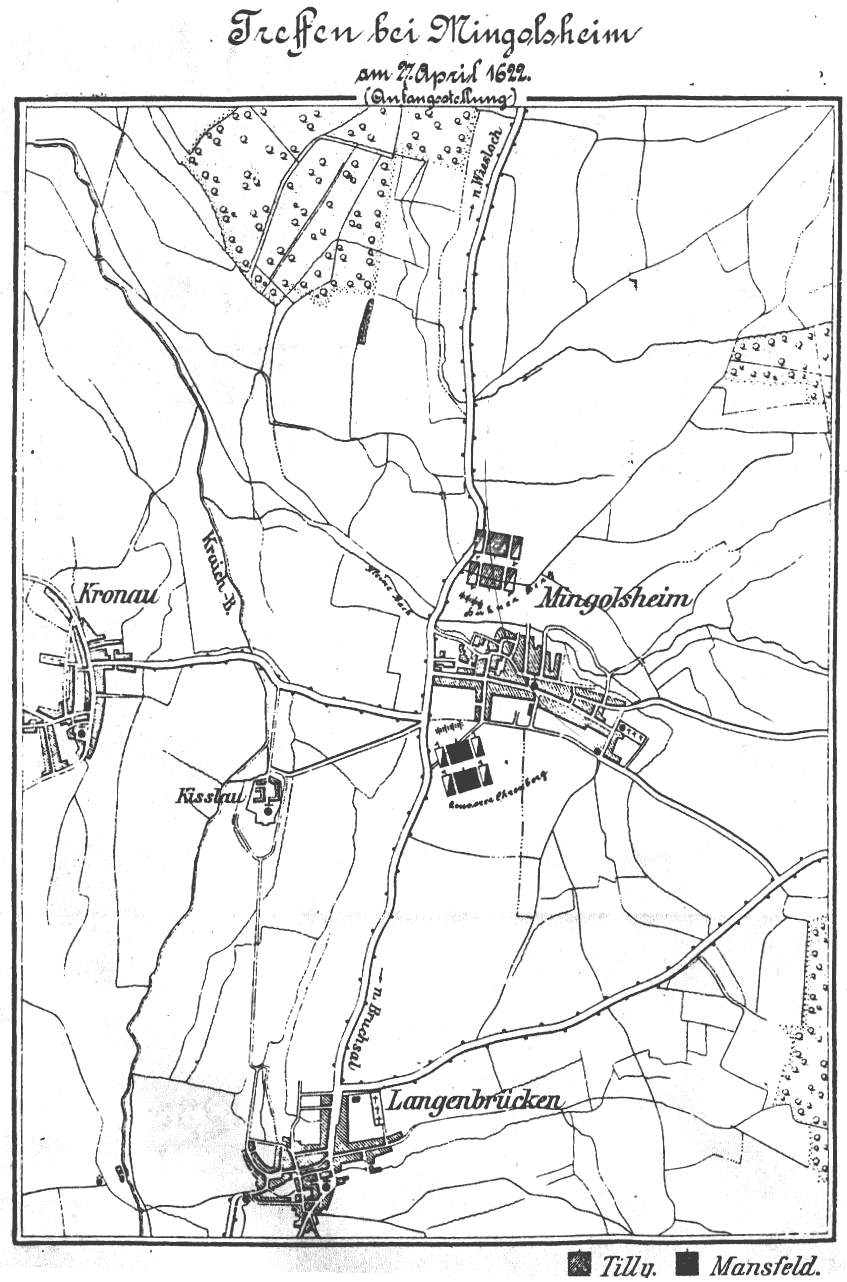
План сражения

## Военная обстановка
Ранней весной 1621 года наёмная армия под командованием Георга Фридриха, маркграфа Баден-Дурлахского, двигаясь из Эльзаса, пересекла Рейн и двинулась на соединение с армией Мансфельда. Силы Мансфельда, собравшиеся в районе Гермерсхайма, насчитывали 16 000 пехоты и 6 000 кавалерии. Соединившись с силами Георга Фридриха, эти войска оказались в 8 км к югу от Вислоха. Соединенная армия должна была не допустить соединения католических армий Тилли и Фердандо Гонсало Кордобы, двигающегося из Испанских Нидерландов с 20 000 солдат по приказу Амброзио Спинолы. 
В апреле 1622 года Тилли со своими войсками вошел в Пфальцские земли, землю Фридриха V, где попытался обойти с юга город Гейдельберг. К 26 апреля 1622 года Тилли собрал в городе Вислох отряд численностью 12 000 солдат, который намеревался использовать для осады города Дильсберг. 

## Ход сражения
После того, как 26 апреля Мансфельд безуспешно пытался выманить Тилли с его сильной позиции возле Вислоха, на следующий день Тилли атаковал армию Мансфельда возле деревни Мингольсхайм. Основным местом сражения стал невысокий холм Оренберг, расположенный южнее Мингольсхайма. Мансфельд приказал поджечь Мингольсхайм, чтобы создать дополнительное препятствие наступавшим войскам Тилли. Неожиданная контратака протестантов с холма Оренберг отбросила католиков обратно к горящей деревне. Армия лиги понесла большие потери, сам Тилли был ранен. Примерно в два часа дня на поле боя обрушился сильный ливень, превративший землю в трясину. 

## Результаты
Тилли был вынужден отступить, потеряв 3000 человек убитыми и ранеными, а также все орудия, через Цойтерн и Оденхайм к городу Вимпфен, где соединился с подошедшим Кордобой. Союз Мансфельда с армией Баден-Дурлаха продлился всего четыре дня, и он отступил к Брухзалю. После отделения от войск Мансфельда армия Фридриха фон Баден-Дурлаха столкнулись с испанскими войсками во главе с Кордовой и проиграла 6 мая 1622 года битву при Вимпфене. В результате тактический выигрыш в сражении при Мингольсхайме оказался стратегическим проигрышем для протестантов.